# Corpa
Corpa é um município da Espanha
na província e comunidade autónoma de Madrid. Tem 25,9 km² de área e em 2021 tinha 742 habitantes (densidade: 28,6 hab./km²)

## Demografia
| Variação demográfica do município entre 1991 e 2004 | Variação demográfica do município entre 1991 e 2004 | Variação demográfica do município entre 1991 e 2004 | Variação demográfica do município entre 1991 e 2004 |
| --------------------------------------------------- | --------------------------------------------------- | --------------------------------------------------- | --------------------------------------------------- |
| 1991                                                | 1996                                                | 2001                                                | 2004                                                |
| 353                                                 | 384                                                 | 444                                                 | 507                                                 |